# Kareena Kapoor
Kareena Kapoor (tiếng Hindi: करीना कपूर, phiên âm [kəˈriːnaː kəˈpuːr]; sinh ngày 21 tháng 9 năm 1980), còn có tên thân mật là Bebo, là một nữ diễn viên điện ảnh Bollywood. Trong suốt sự nghiệp của mình, cô được chú ý đến với những vai diễn trong các thể loại phim khác nhau; từ phim tình cảm cho đến phim hài.
Các phim đáng chú ý nhất của cô: Kabhi Khushi Kabhie Gham (2001), Chameli (2004), Dev (2004), Omkara (2006), Jab We Met (2007), 3 Idiots (2009).

## Các phim đã đóng
| Năm  | Phim                        | Vai trò                              | Ghi chú                                                                           |
| ---- | --------------------------- | ------------------------------------ | --------------------------------------------------------------------------------- |
| 2000 | Refugee                     | Nazneen "Naaz" Ahmed                 | Filmfare Award for Best Female Debut                                              |
| 2001 | Mujhe Kucch Kehna Hai       | Pooja Saxena                         |                                                                                   |
| 2001 | Yaadein                     | Isha Singh Puri                      |                                                                                   |
| 2001 | Ajnabee                     | Priya Malhotra                       |                                                                                   |
| 2001 | Asoka                       | Kaurwaki                             | Nominated—Filmfare Award for Best Actress                                         |
| 2001 | Kabhi Khushi Kabhie Gham... | Pooja "Poo" Sharma                   | Nominated—Filmfare Award for Best Supporting Actress                              |
| 2002 | Mujhse Dosti Karoge!        | Tina Kapoor                          |                                                                                   |
| 2002 | Jeena Sirf Merre Liye       | Pooja / Pinky                        |                                                                                   |
| 2003 | Talaash: The Hunt Begins... | Tina                                 |                                                                                   |
| 2003 | Khushi                      | Khushi Singh (Lali)                  |                                                                                   |
| 2003 | Main Prem Ki Diwani Hoon    | Sanjana                              |                                                                                   |
| 2003 | LOC Kargil                  | Simran                               |                                                                                   |
| 2004 | Chameli                     | Chameli                              | Filmfare Award for Special Performance                                            |
| 2004 | Yuva                        | Mira                                 |                                                                                   |
| 2004 | Dev                         | Aaliya                               | Filmfare Critics Award for Best Actress                                           |
| 2004 | Fida                        | Neha Mehra                           |                                                                                   |
| 2004 | Aitraaz                     | Priya Saxena / Malhotra              |                                                                                   |
| 2004 | Hulchul                     | Anjali                               |                                                                                   |
| 2005 | Bewafaa                     | Anjali Sahai                         |                                                                                   |
| 2005 | Kyon Ki                     | Dr. Tanvi Khurana                    |                                                                                   |
| 2005 | Dosti: Friends Forever      | Anjali                               |                                                                                   |
| 2006 | 36 China Town               | Priya                                |                                                                                   |
| 2006 | Chup Chup Ke                | Shruti                               |                                                                                   |
| 2006 | Omkara                      | Dolly Mishra                         | Filmfare Critics Award for Best Actress Nominated—Filmfare Award for Best Actress |
| 2006 | Don                         | Kamini                               | Cameo                                                                             |
| 2007 | Kya Love Story Hai          | Herself                              | Special appearance in song "It's Rocking"                                         |
| 2007 | Jab We Met                  | Geet Dhillon                         | Filmfare Award for Best Actress                                                   |
| 2008 | Halla Bol                   | Herself                              | Special appearance                                                                |
| 2008 | Tashan                      | Pooja Singh                          |                                                                                   |
| 2008 | Roadside Romeo              | Laila                                | Voice                                                                             |
| 2008 | Golmaal Returns             | Ekta                                 |                                                                                   |
| 2009 | Luck by Chance              | Herself                              | Special appearance                                                                |
| 2009 | Billu                       | Herself                              | Special appearance in song "Marjaani"                                             |
| 2009 | Kambakkht Ishq              | Simrita Rai                          |                                                                                   |
| 2009 | Main Aurr Mrs Khanna        | Raina Khanna                         |                                                                                   |
| 2009 | Kurbaan                     | Avantika Ahuja / Khan                | Nominated—Filmfare Award for Best Actress                                         |
| 2009 | 3 Idiots                    | Pia Sahastrabudhhe                   | Nominated—Filmfare Award for Best Actress                                         |
| 2010 | Milenge Milenge             | Priya Malhotra                       |                                                                                   |
| 2010 | We Are Family               | Shreya Arora                         | Filmfare Award for Best Supporting Actress                                        |
| 2010 | Golmaal 3                   | Daboo                                | Nominated—Filmfare Award for Best Actress                                         |
| 2011 | Bodyguard                   | Divya                                |                                                                                   |
| 2011 | Ra.One                      | Sonia Subramaniam                    |                                                                                   |
| 2012 | Ek Main Aur Ekk Tu          | Riana Braganza                       |                                                                                   |
| 2012 | Agent Vinod                 | Iram Parveen Bilal / Dr. Ruby Mendes |                                                                                   |
| 2012 | Rowdy Rathore               |                                      | Special appearance in song "Chinta Ta"                                            |
| 2012 | Heroine                     | Mahi Arora                           | Filming (Releasing on ngày 21 tháng 9 năm 2012)                                   |
| 2012 | Talaash                     |                                      | Post-production (Releasing on ngày 30 tháng 11 năm 2012)                          |